# Agatówka (województwo podkarpackie)
Agatówka – wieś w Polsce położona w województwie podkarpackim, w powiecie stalowowolskim, w gminie Zaleszany.
W latach 1975–1998 miejscowość administracyjnie należała do województwa tarnobrzeskiego.
Przez miejscowość przebiega droga krajowa nr 77 z Lipnika do Przemyśla.
Zgodnie z uchwałą Rady Gminy w Zaleszanach z dnia 30 grudnia 2005 r., w miejscowości Agatówka zostają wprowadzone nazwy ulic.

## Historia
Osada założona została w 1785 roku przez Agatę Mossakowską herbu Jastrzębiec, pierwszą żonę Franciszka Grzegorza Lubomirskiego z Charzewic. Po okresie czternastoletniego pożycia małżeńskiego i urodzeniu dziesięciorga dzieci, z których tylko dwoje dożyło dojrzałego wieku, otrzymała w dożywocie Pilchów wraz z Przyłękiem i folwarkiem. W roku 1790 doszło do separacji małżeńskiej i książę Franciszek związał się z Anną Dobrzyńską. Na resztę życia Agata przeniosła się do małego dworku myśliwskiego położonego na skraju lasów Puszczy Sandomierskiej. Zamieszkanie jej tam dało początek nowej osadzie, której pierwsi mieszkańcy stanowili jej służbę dworską na „wygnaniu”, gdzie żyła do 1797 roku, w którym zmarła i została pochowana w  krypcie rodowej w Rozwadowie.

## Cmentarz choleryczny
W lesie położony między drogą, a torami przy skrzyżowaniu dróg położony jest cmentarz Jako cmentarz choleryczny powstał w latach 1873-1894, gdy okoliczną ludność dziesiątkowały kolejne fale epidemii cholery. Dla ich pochówku wybrano z konieczności miejsce w lesie, daleko od ludzkich domostw, a zmarłych grzebano w zbiorowych mogiłach. Pochowano wówczas około 130 mieszkańców Agatówki i Pilchowa.
Obie wojny światowe zmieniły jego charakter czyniąc go cmentarzem wojennym. Podczas pierwszej wojny znalazły wieczny odpoczynek ofiary ostrzałów wojennych. Działania wojenne uniemożliwiały ich pochówek na cmentarzu parafialnym w Rozwadowie.
Spoczywają tu także żołnierze radzieccy, którzy zginęli latem 1944 roku, a ich mogiły były rozrzucone w okolicy, w 1949 roku groby ekshumowano, zwłoki złożono w drewnianych trumnach przewieziono i pochowano w zbiorowej mogile. Prawdopodobnie spoczywają też żołnierze niemieccy. Cmentarz po wojnie ogrodzono drewnianymi balami. Pod koniec lat 80. XX wieku na środku postawiono wysoki drewniany krzyż. W 2002 roku wymieniono zniszczone drewniane ogrodzenie. W miejsce drewnianego krzyża postawiono metalowy. Miejsce zadbane i otoczone pamięcią lokalnej ludności.